# Громадянська лірика
Громадянська лірика сповнена патріотичної символіки. Вирізняється схильністю до загострення конфлікту, до лірико-психологічної тональності, відзначаються побутові реалістичні вірші. У ліричних медитаціях,поетичних пейзажах та в стильовій тканині перекладів слов'янської поезії потребуються численні реміністенції з народних пісень та народно-пісенні стилізації.
У творах громадянської лірики митець порушує важливі суспільні питання, як, скажімо Василь Голобородько ("Наша мова", "Ми йдемо"), Леонід Кисельов ("Катерина"). Звісно, до громадянської лірики належать також вірші патріотичної тематики, наприклад, поезія Костянтини Малицької( "Чом, чом,чом, земле моя"), Андрія Малишка ( "Пісня про рушник", "Стежина"), Степана Дупляка ( "Під стягом слави і предтеч", "Ти лиш одна українка").